# Hoplotarache ectorrida
Hoplotarache ectorrida är en fjärilsart som beskrevs av George Francis Hampson 1916. Hoplotarache ectorrida ingår i släktet Hoplotarache och familjen nattflyn. Inga underarter finns listade i Catalogue of Life.